# اخضرآباد
اخضرآباد(به کردی: ئەخزەراوا، Exzerawa) روستایی از توابع بخش زیویه در شهرستان سقز است که در استان کردستان ایران قرار دارد.

## جمعیت
این روستا در دهستان گل‌تپه واقع شده و براساس سرشماری سال ۱۳۸۵، جمعیت آن ۱۲۷ نفر (۲۶ خانوار) بوده‌است.